# Lawrence W. Butler
Lawrence W. Butler (* 30. Juli 1908 in Akron, Ohio; † 19. Oktober 1988) war ein US-amerikanischer Filmtechniker, der sowohl einen Oscar für die besten Spezialeffekte erhielt als auch einen sogenannten Oscar für technische Verdienste (Technical Achievement Award).

## Leben
Lawrence Butler begann Mitte der 1930er-Jahre als Filmtechniker und Fachmann für Spezialeffekte in der Filmwirtschaft und arbeitete vor dem Zweiten Weltkrieg in England mit Alexander Korda zusammen wie 1936 bei Was kommen wird. Im Laufe seiner Tätigkeit wirkte er bei der Herstellung von mehr als 40 Filmen mit.
Bei der Oscarverleihung 1941 erhielt er zusammen mit Jack Whitney den Oscar für die besten Spezialeffekte für Der Dieb von Bagdad (1940).
Danach folgten weitere Oscar-Nominierungen in dieser Kategorie: 1942 mit William H. Wilmarth für Lord Nelsons letzte Liebe (1941), 1943 erneut mit W. Wilmarth für Das Dschungelbuch (1942) sowie 1946 mit Ray Bomba für 1001 Nacht (1945).
Nach dem Zweiten Weltkrieg wurde er Leiter der Abteilung für Spezialeffekte bei Columbia Pictures und erhielt bei der Oscarverleihung 1976 zusammen mit Roger W. Banks den Oscar für technische Verdienste (Technical Achievement Award) „für das Konzept zur Anwendung von Elektromotoren mit geringer Trägheit für Filmtransportsysteme und optische Drucker für die Filmproduktion“.
Weitere Filme, an denen er als Spezialeffektkünstler beteiligt war, waren Casablanca (1942), Sein oder Nichtsein (1942), Bestimmung Tokio (1943), Gehaßt, gejagt, gefürchtet (1946), Opium (1948) sowie Die Caine war ihr Schicksal (1954). Dabei arbeitete er neben Alexander Korda mit Filmregisseuren wie Michael Curtiz, Ernst Lubitsch, Edward Dmytryk, Tim Whelan, Ludwig Berger, Michael Powell, Zoltan Korda, Delmer Daves und Alfred E. Green zusammen.
Sein Sohn ist der 1945 in Los Angeles geborene Kameramann Michael Butler.